# Theodoor Jansson van Almeloveen
Pour les articles homonymes, voir Jansson.
Theodoor Jansson van Almeloveen est un médecin néerlandais, né à Mijdrecht, près d'Utrecht le 24 juillet 1657 et mort à Amsterdam le 28 juillet 1712.

## Biographie
Neveu de l'imprimeur Jan Jansson, il étudie les belles-lettres, la philosophie, la théologie puis (entre autres sous Munnicks (de)) la médecine à Utrecht (1681). Établit à Gouda (1687), il y fonde une société savante (1692) et devient membre de l'Académie des Curieux de la nature (1692). Homme très érudit, il professe successivement l'histoire, le grec et la médecine à l'université de Harderwijk.

## Œuvres
Il a publié beaucoup de commentaires sur les auteurs anciens, a donné des éditions estimées d'Hippocrate, de Celse, du De re coquinaria (faussement attribué à Marcus Gavius Apicius), de Strabon, de Juvénal, des Fastes consulaires, de Quintilien, de Rutilius Namatianus, une biographie des Estienne, célèbre famille d'imprimeurs (De Vitis Stephanorum, Amsterdam, 1683), et plusieurs autres ouvrages remplis d'érudition, entre autres Inventa nova antiqua (Amsterdam, 1684), histoire de la médecine ancienne.

## Sources
Cet article comprend des extraits du Dictionnaire Bouillet. Il est possible de supprimer cette indication, si le texte reflète le savoir actuel sur ce thème, si les sources sont citées, s'il satisfait aux exigences linguistiques actuelles et s'il ne contient pas de propos qui vont à l'encontre des règles de neutralité de Wikipédia. « Almeloveen (Théod. Janssen Van) », p. 57 de l'éd. de 1878.
- Dezobry et Bachelet, Dictionnaire de biographie, t. 1, Delagrave, 1876, p. 62 – « Almeloveen (Théodore d') », p. 70 de l'éd. de 1889.